# غرانت فالكاريا (فلوريدا)
غرانت فالكاريا (بالإنجليزية: Grant-Valkaria, Florida)‏ هي بلدة أمريكية تقع في الولايات المتحدة في مقاطعة بريفارد. يقدر عدد سكانها بـ 3,850 نسمة .